# Hüttenwiesen
Das Gebiet Hüttenwiesen ist ein mit Verordnung vom 30. Juli 1993 des Regierungspräsidiums Tübingen ausgewiesenes Naturschutzgebiet (NSG-Nummer 4.224) im Südwesten der baden-württembergischen Gemeinde Neukirch in Deutschland.

## Lage
Das rund acht Hektar große Naturschutzgebiet Hüttenwiesen gehört naturräumlich zum Westallgäuer Hügelland. Es liegt südöstlich der Ortsmitte Neukirchs und westlich des Ortsteils Goppertsweiler, auf einer Höhe von 540 m ü. NN.

## Schutzzweck
Wesentlicher Schutzzweck ist die Erhaltung eines reich strukturierten Ökosystems. Dieses besteht aus zwei nährstoffarmen Hangquellmoorbereichen mit besonders artenreichen Enzian-Pfeifengraswiesen und Vertretern der Davallgesellschaft (diese Bereiche sind zudem Refugien von Glazialrelikten und vielen seltenen Sumpfpflanzen der mitteleuropäischen Flora; für Vogellebensgemeinschaften gehören sie zu den wichtigsten Biotoptypen und stellen ein Rückzugsgebiet dar für viele Insekten, darunter zahlreiche Tag- und Nachtfalterarten), Feucht- und Nasswiesen als Nahrungs- und Lebensraum für gefährdete Wiesenbrüter, einer orchideenreichen Waldlichtung, Waldbereichen als Ergänzung zu den anderen Lebensräumen und Grünlandflächen als Pufferzonen zwischen den wertvollen Bereichen und intensiv landwirtschaftlich genutzten Flächen.